# Underworld (Doctor Who)
Underworld (Inframundo) es el quinto serial de la 15.ª temporada de la serie británica de ciencia ficción Doctor Who, emitido originalmente en cuatro episodios semanales del 7 al 28 de enero de 1978.

## Argumento
En la historia de los Señores del Tiempo, su involucración con los Minianos de Minyos es calificada como desastre. Los Minianos los veían como dioses, pero, tras lo mucho que aprendieron de su ciencia, acabaron expulsándoles, y los Señores del Tiempo adoptaron desde entonces una política de no-intervención. Los Minianos estaban resentidos de ellos por su dominio sobre Minyos. Posteriormente, los Minianos se metieron en una guerra civil, usando las armas que los Señores del Tiempo les dieron. En el último conflicto, destruyeron su propio mundo. Dos naves abandonaron Minyos antes de ello, una con el banco de la raza de los Minianos, la otra para encontrarlo y traer a los Minianos a un nuevo planeta, Minyos II. La civilización conservó algunos regalos de los Señores del Tiempo, como rejuvenecimiento celular inagotable y el uso de pistolas pacificadoras que alteran el estado mental del agresor. La TARDIS se materializa en una de las naves Minianas, la R1C. El Cuarto Doctor, Leela y K-9 conocen a la tripulación, Jackson, Herrick, Orfe y Tala, que llevan en una misión de búsqueda desde hace varios milenios y que se han rejuvenecido muchas veces. Deben encontrar la nave perdida, el P7E, que desapareció en su viaje a Minyos II cuando llevaba los bancos genéticos de toda la especie...

### Continuidad
Es en este serial donde se explica el origen de la política de no intervención de los Señores del Tiempo. El Doctor menciona a Ulises, a quien conoció en The Myth Makers.

## Producción
| Episodio          | Fecha de emisión    | Duración | Espectadores en millones | Estado en el archivo  |
| ----------------- | ------------------- | -------- | ------------------------ | --------------------- |
| Episodio 1        | 7 de enero de 1978  | 22:36    | 8,9                      | Cinta original en PAL |
| Episodio 2        | 14 de enero de 1978 | 21:27    | 9,1                      | Cinta original en PAL |
| Episodio 3        | 21 de enero de 1978 | 22:21    | 8,9                      | Cinta original en PAL |
| Episodio 4        | 28 de enero de 1978 | 22:53    | 11,7                     | Cinta original en PAL |
| [ 1 ] [ 2 ] [ 3 ] |                     |          |                          |                       |

En un intento de ahorrar dinero en costos de producción, se filmó el serial usando la técnica de chroma key. Los actores rodaron en decorados de fondo azul, y después hicieron maquetas de los escenarios en las que superpusieron a los actores, ahorrándose así la construcción de los decorados.
El serial hace referencia y paralelismo con muchos elementos de la mitología griega, de una forma muy parecida a como lo hizo el posterior The Horns of Nimon. En particular, la historia toma prestados elementos de Jason y los argonautas. La conexión queda remarcada por el Doctor cuando compara a Jackson y su viaje con Jason y su búsqueda del vellocino de oro.

## Publicaciones comerciales
Underworld se publicó en VHS en marzo de 2002. En 2008 salió a la venta en iTunes. El DVD vio la luz el 29 de marzo de 2010 en una compilación titulada Myths and Legends, junto con el serial del Tercer Doctor The Time Monster y el del Cuarto Doctor The Horns of Nimon. En la región 1 se publicó individualmente el 7 de julio de 2010.